# フランツ・ハルダー
フランツ・ハルダー（Franz Halder、1884年6月30日 - 1972年4月2日）は、ドイツの陸軍軍人。最終階級は陸軍上級大将。第二次世界大戦初期に参謀総長を務めるが、戦前からアドルフ・ヒトラーに隔意を持ち、スターリングラード攻略で決定的に対立、更迭された。

## 経歴

### 名門の軍人
バイエルン王国ヴュルツブルクに、300年以上も同国の軍人を歴代輩出する家系に生まれる。1912年に没した父マクシミリアンの最終階級はバイエルン王国陸軍少将。ハルダーはアビトゥーア合格後の1902年に、士官候補生としてアンベルクの第3王立バイエルン砲兵連隊「プリンツ・レオポルト」に配属される。当時の連隊長は父マクシミリアンだった。1904年、格別の優秀な成績で少尉に任官。砲兵学校、工兵学校、陸軍大学などで学習を続ける。1914年に陸軍大学を首席で卒業。1907年、軍人の娘ゲルトルートと結婚。夫妻は三女をもうけた。
第一次世界大戦には東部戦線、西部戦線で参謀として従軍。早くも1914年、危険な偵察任務に従事して戦功を挙げ、一級鉄十字章。1915年、第6バイエルン歩兵師団兵站部長。同年大尉に昇進。1917年から第2軍、ついで第4軍参謀。終戦後の1919年、国防省で戦術教官となる。1922年に少佐、1931年に大佐に昇進。

### 参謀総長

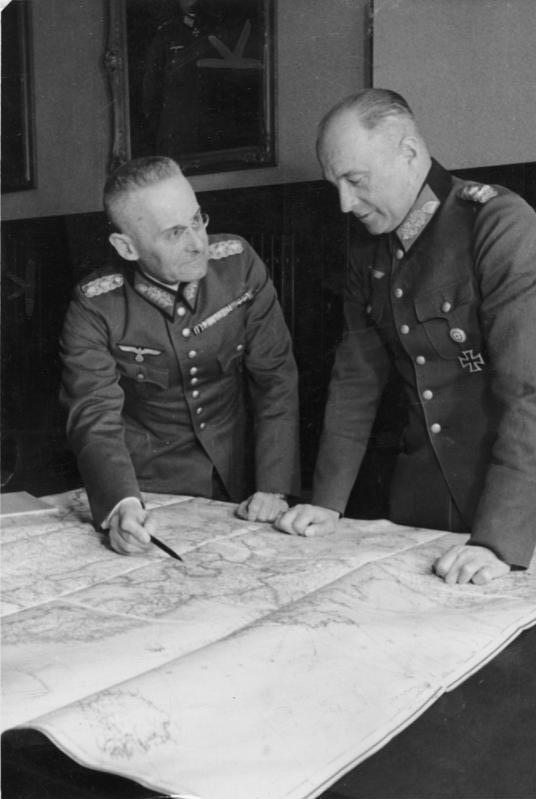
ハルダー参謀総長とヴァルター・フォン・ブラウヒッチュ陸軍総司令官（1939年9月）

1933年にナチスが政権を獲得するが、ハルダーはこの新政権と距離を置いた。1934年3月14日、少将に昇進。翌年10月15日、ミュンヘンの第7歩兵師団長に補される。この間もナチスの容喙に抗っていた。1936年8月1日、中将に昇進。参謀本部作戦局長、次いで教育局長となる。その職掌で担当した軍事演習で、総統アドルフ・ヒトラーと個人的面識を得る。ヒトラーの知遇を得て彼はさらに出世し、1938年2月に砲兵大将に昇進。
同年9月、ルートヴィヒ・ベック参謀総長がヒトラーによる国防軍指揮への介入に抗議して辞任する。その後任にはハルダーが任命された。ベックを中心とする国防軍将官グループは、当時進んでいたズデーテン危機に際し、イギリスの介入がある場合はヒトラー追放を計画しており、ハルダーもそのグループに近かった。しかしミュンヘン会談でイギリスが譲歩して事態が収拾されると、クーデター計画はしぼんでしまい、ハルダーはこのグループから離脱した。この変心についてハルダーは、プロイセン軍人の伝統的規律と道徳義務の間でさい悩んでいたという。クーデターグループから離脱はしたものの、ハルダーはポケットの中に、拳銃を隠し持ち、ヒトラー暗殺の機会をうかがってはいた。
参謀総長として、ハルダーは第二次世界大戦初期のドイツの侵攻作戦策定に関わった。すなわちポーランド侵攻、西方侵攻、そしてバルバロッサ作戦である。1940年、フランスに勝利した直後に上級大将に昇進。しかし徐々にヒトラーとの作戦上の意見の相違が大きくなった。11月中にドイツ第6軍はスターリングラードのほとんどを占領、ソビエト赤軍をボルガ川川岸に押し込んだが 、第6軍の側面にはソビエト赤軍の反撃の兆候があり、その情報はソビエト赤軍捕虜からもたらされていた。(ウラヌス作戦)
それにも関わらず、ヒトラーはスターリングラードを占領することにこだわっていた。。そのためドイツ国防軍参謀総長だったフランツは第6軍と第4装甲軍の拡大し過ぎていた側面に迫っていた危機について警告していたが、9月、ヒトラーとの意見対立により1942年9月24日に参謀総長を更迭され、予備役に編入された。

### 逮捕・戦後

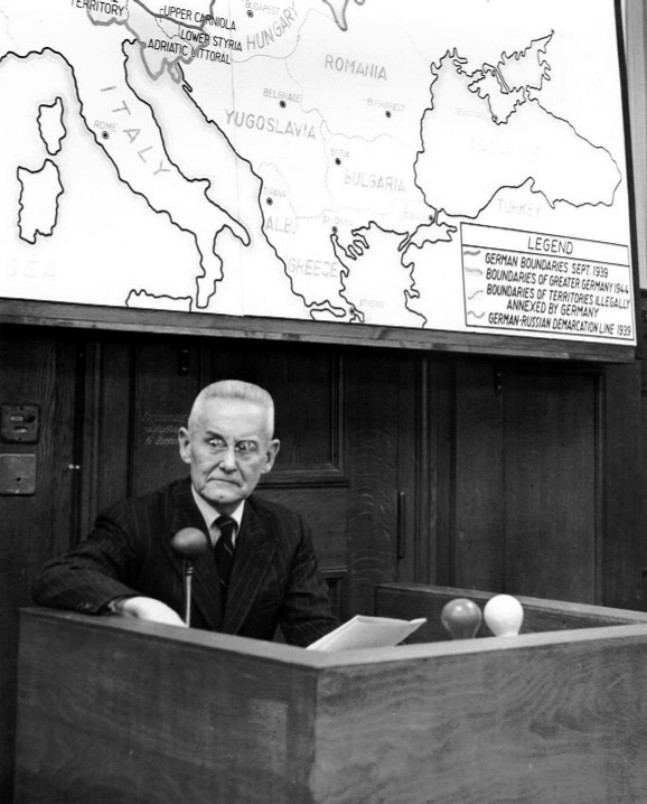
ニュルンベルク裁判で証言するハルダー

クラウス・フォン・シュタウフェンベルクらによるヒトラー暗殺未遂事件が発生した1944年7月以降、国防軍の将官が親衛隊により大量に逮捕され拷問を受けた。1944年9月22日、ゲシュタポがハンス・フォン・ドホナーニの書類を発見し、ハルダーが1938年のクーデター計画に関わっていたことが露見する。ハルダーは妻や長女と共に逮捕され、フロッセンビュルク強制収容所に送られた。1945年1月に公式に軍籍を剥奪され、その後ダッハウ強制収容所に移された。やがて4月にシュタウフェンベルクの家族や他の「特殊な」囚人ら140名と共に南チロル地方に移された。当初はライヒェナウ収容所に収監されるはずだったが収容所側がその人数を受け入れる事が出来なかったため、ニーダードルフ（現ヴィッラバッサ）のホテルに収監される事になり、28日に到着する。移送を担当していた親衛隊の指揮官は「もし囚人達が連合国側の手に渡る危険性がある場合は処刑せよ」と密命を受けていたのだがそれに気付いた囚人側がボーツェン（現ボルツァーノ）の国防軍司令部に連絡し、身柄の保護を要請していたためニーダードルフ近辺に駐屯していたヴィヒャルト・フォン・アルフェンスレーベン大尉（en）に囚人保護の命令が下され、大尉は部隊を率いてニーダードルフに急行した。4月30日、アルフェンスレーベン大尉の部隊に村をほぼ包囲され、アメリカ軍までチロルに迫っている事を知っていた親衛隊員達は任務を放棄して逃亡、ハルダー達は国防軍に保護される事になった。その後ハルダーらは5月4日にチロルに到達した第7軍の先遣部隊に引き渡され、アメリカ軍の捕虜になった。
しかしヒトラーとの対立や1938年のクーデター計画に加わっていた事、および強制収容所に収監されていたと言う経歴が幸いし、上記のようにポーランド侵攻、西方侵攻、それにバルバロッサ作戦などの作戦策定に参謀総長として関わっていたのにもかかわらず彼は連合軍により反ヒトラー派将校の一人として破格の扱いを受ける事となる。ハルダーはイタリアにあるアメリカ軍捕虜収容所で夏まで過ごしたのち、特に戦争犯罪で訴追される事は無くあっさり釈放され、1946年から1961年までアメリカ陸軍戦史研究部ドイツ支所の所長として働いた。現在一般的な第二次世界大戦の戦史記述は、ハルダーによる影響が大きい。退職時の1961年にアメリカ陸軍から、一般市民に対する最高の勲章である市民功労勲章を授与されている。1972年4月2日、バイエルン州アッシャウ・イム・キームガウで死去した。

## 栄典

### 外国勲章
- 1942年9月26日 - 勲一等瑞宝章[10]